# Миляева, Евгения Евгеньевна
Евгения Евгеньевна Миляева (род. 15 декабря 1991) — российский хореограф, актриса, режиссёр и основатель «Лаборатории свободного движения».
В Европе Евгения известна как Jane Mil.

## Биография
В 2012 году окончила актёрский факультет Российского университета театрального искусства (курс М. Скандрова). В 2015 году окончила аспирантуру кафедры сценического танца (курс О. Кудряшова, научный руководитель О. Глушков).
В 2015 году «Лаборатория свободного движения» Евгении Миляевой стала лауреатом фестиваля «Про Движение».
В 2017 году прошла обучение в школе перформанса PYRFYR.
В 2018 году сыграла роль в спектакле «Слушай, я умираю» в Париже, на английском и французском языках. Также работает педагогом по пластическому воспитанию во ВГИКе, в мастерской Алексея Учителя, и педагогом по пластической импровизации и современному танцу в Gogol School.
Прошла обучение в School for new dance development SNDO (Амстердам) на программе «Новые формы современного танца», обучалась и стажировалась в танцевальных компаниях Берлина, Вены, Тель-Авива и Парижа, в данный момент является студенткой магистратуры Академии Русского Балета имени А. Я. Вагановой. В качестве приглашённого педагога работает в таких учебных заведениях как ГИТИС, Щепкинское училище, ВГИК, Gogol school.
Лауреат танцевального фестиваля «Про Движение» (2015), конкурса для молодых хореографов СТД РФ и Boroditsky Dennis Dance Company (2015, Боярские палаты), хореограф-постановщик спектакля «Норманск» получившего номинацию на Золотую Маску в категории «Лучший эксперимент», основатель «Лаборатории свободного движения» и создатель авторских мастер-классов по современному танцу, импровизации и осознанному движению.
Член жюри российских и международных танцевальных конкурсов и фестивалей.
Хореограф-постановщик спектаклей театра Ленком, театра МТЮЗ, театра Сферы, Центра им. Мейрхольда, Школы современной пьесы, театра Et Cetera, Новоуральского Театра музыки и драмы, Березниковского драматического театра, шоу РОСГОСЦИРКа, постановщик городских массовых уличных мероприятий таких, как Золотая Маска в Городе, День Города Москвы, Новогодняя Ночь на Тверской, Масленица на Красной площади, хореограф-репетитор фильмов «Весёлые ребята» (реж. А.Бобров), хореограф-постановщик пилотной версии фильма «Шербургские зонтики» (реж. М.Шевчук).
В данный момент является педагогом по современному танцу в школе-студии МХАТ на курсе В. А. Рыжакова.

## Работы в кино
2022
- «План 9 с „Алиэкспресса“» (реж. Диана Галимзянова)

2021
- «Мосты» (реж. Алексей Дубровин)

## Работы в театре

### 2014
- «Норманск» (совм. с В. Боровиком). Реж. Ю. Квятковский. Центр им. Вс. Мейерхольда, Москва.
- Хореограф и танцовщица перформанса «Человек в кубе» в рамках Театра Мира (лаборатория А. Попова, реж. В. Боровик).
- «Любовь на взлёте». Реж. Сергей Дьячковский. Театриум на Серпуховке.[2]

### 2015
- «Дурочка и зек». Реж. В. Печерникова. Школа современной пьесы, Москва.[3]
- «Всё о женщинах». Реж. Виктория Печерникова. Театр Et cetera, Москва.[4]
- «Сказки на ночь от Кая и Герды». Реж. Олеся Невмержицкая. Дом музыки, Москва.[5]
- «Время историй». Реж. Александра Суханова. Государственный театр имени Вс. Мейерхольда.[6]

### 2016
- «Трёхгрошовая опера». Реж. Е. Бондарь. Новоуральский Театр музыки, драмы и комедии, Новоуральск.[7]
- «Фиеста». Реж. Юлия Беляева. Театр «Сфера», Москва.[8]
- «Гадюка» . Реж. Виктория Печерникова. Театр «Сфера», Москва.[9]
- «Бедная наша Дженни». Реж. Юлия Беляева. Театр «Сфера», Москва.[10]
- «Кабала святош». Реж. Александр Коршунов. Театр «Сфера», Москва.[11]
- «Неявные воздействия». Реж. В. Лисовский. Театр.doc, Москва.[12][13]
- «Назову себя Гантенбайн». Реж. Сергей Трифонов. Театр на Таганке, Москва.[14]
- «Странный народ эти взрослые». Реж. Сергей Дьячковский. Ленком, Москва.[15]
- «Фалалей». Реж. Виктория Печерникова. Московский театр юного зрителя.
- «Легенды ветра». Совместный проект компании «Яркие люди» и французской компании Remue Menage company. Реж. Veronica Endo и Loic Delacroix.[16]

### 2017
- «Красная шапка». Реж. Виктория Печерникова. Театр на Таганке, Москва.[17]
- «Игрушечный побег». Реж. Ирина Хуциева. Театр Антона Чехова, Москва.[18]
- «Обыкновенное чудо». Реж. Виктория Печерникова. Березниковский драматический театр.[19]
- «Посторонним вход в…». Реж. Виктория Печерникова. Театральный особнякъ.[20]

### 2018 год
- «Живые картины». Реж. Альберт Рудницкий. Театр наций, Фонд «Соединение».[21]
- Morning mist. Хореографы Анна Абалихина, Иван Евстегнеев. Andrew Fomin Production, Дубай.
- «Квадратура круга». Реж. Виктория Печерникова, Московский театр юного зрителя.
- «Баал». Реж. Иван Комаров. Государственный театр имени Вс. Мейерхольда.[22]
- Listen, I’m dying. Реж. Антон Бонниччи. Париж.[23]